# Stephen Groombridge

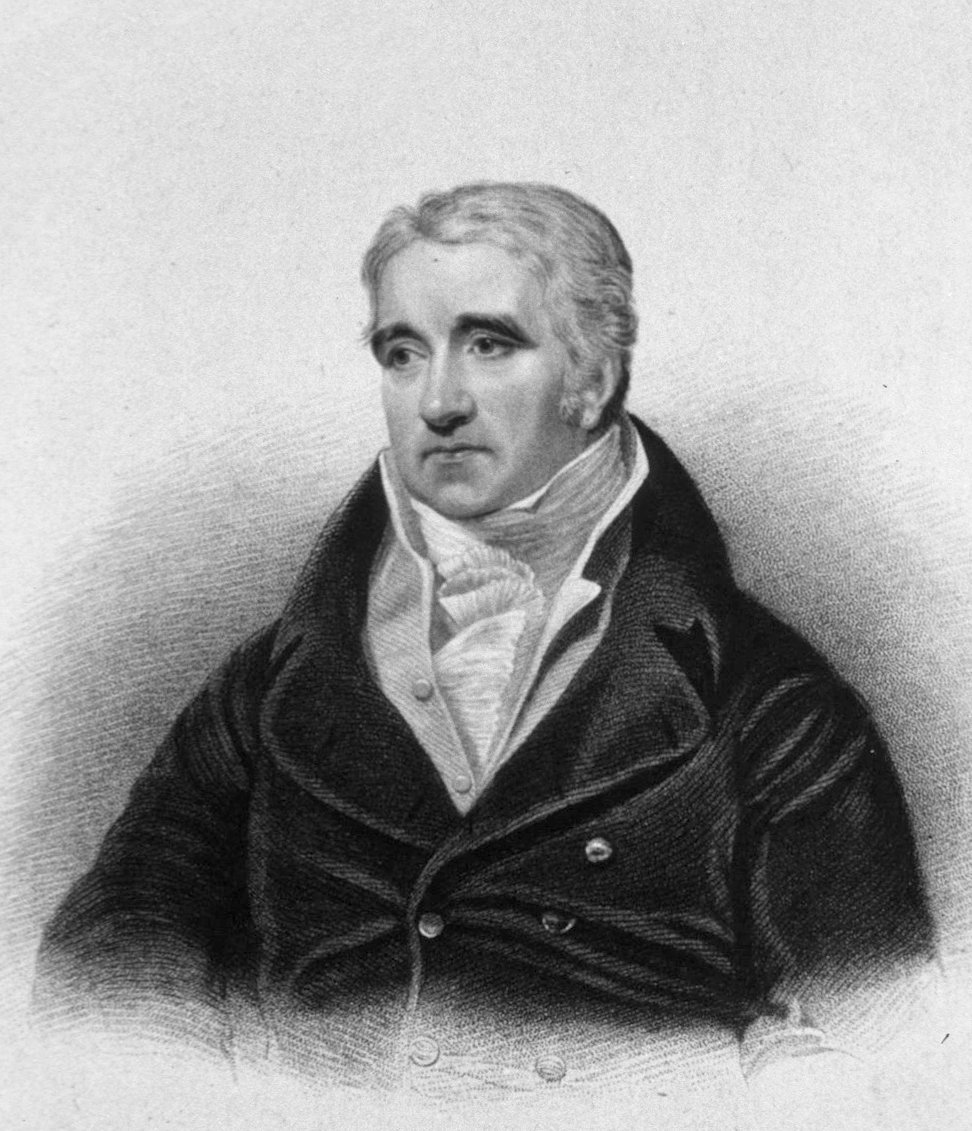
Stephen Groombridge

Stephen Groombridge (ur. 7 stycznia 1755 w Goudhurst w Anglii, zm. 30 marca 1832 w Blackheath w Londynie) – angielski astronom, twórca katalogu gwiazd nazwanego na jego cześć.

## Życiorys
Obserwacje rozpoczął w 1806 w Londynie. A Catalogue of Circumpolar Stars zawierający opisy 4243 gwiazd o jasnościach obserwowanych większych niż 9m umieszczonych do 50° od północnego bieguna nieba, został wydany w 1838 po zredagowaniu przez astronoma królewskiego sir G. Airy’ego.
W 1812 został członkiem Royal Society, 8 lat później był jednym z członków założycieli Astronomical Society of London.
W uznaniu jego pracy jedną z planetoid nazwano (5657) Groombridge.